# Куэнга
Куэнга — река в Забайкальском крае России, левый приток Шилки. Берёт начало на юго-восточном склоне Нерчинско-Куэнгинского хребта. Длина — 170 км, площадь водосбора — 7000 км². Среднегодовой сток в устье — 0,402 км³.

## Этимология
Название реки Куэнга вероятно восходит к искаженному эвенкийскому слову куеннга в значении «дикооленная» река, где куе — «дикий олень».

## Описание
Ледяной покров на реке обычно устанавливается в конце октября и разрушается в конце апреля. Продолжительность ледостава составляет 180—210 дней. Толщина льда достигает 200 см.
В долине Куэнги в пади Подгорной найдены энеолитическая стоянка «Подгорная» (конец III — начало II тыс. до н. э.) и средневековый могильник «Подгорная» бурхотуйской культуры железного века (VI—IX века) с плоскодонными сосудами, в пади Известковой — неолитический могильник «Ивестковая-1» (6-е тыс. до н. э.) и могильник «Ивестковая-2» бурхотуйской культуры.